# Anthomyia verecunda
Anthomyia verecunda är en tvåvingeart som beskrevs av Ackland 2001. Anthomyia verecunda ingår i släktet Anthomyia och familjen blomsterflugor. Inga underarter finns listade i Catalogue of Life.